# Варвара Скворчихинская
Варвара Скворчихинская (в миру Варвара Васильевна Архангельская; 20 ноября 1890 — 14 февраля 1966, с. Скворчиха, Ишимбайский район, БАССР, РСФСР, СССР) — русская православная святая, блаженная.

## Биография
Блаженная Варвара родилась 20 ноября 1890 года в семье сельского священника Василия Александровича Архангельского.
В августе 1902 года её отец привёз в город Уфу поступать в Епархиальное женское училище, в июне 1909 года Варвара окончила учебный курс Епархиального училища с правом на звание домашней учительницы.
В середине 1910-х годов она работала в селах Куганак, Ире, Богородском, недалеко от Мелеуза, позже трудилась в школах Скворчихи и возле расположенного селения Буденя.
В 1924 году Варвару перевели в Кандаурскую школу Стерлитамакского кантона, а в 1925—1926 годах направили в деревню Новониколаевку Скворчихинского сельсовета того же кантона. Варвара часто приглашала на уроки священника. В 1929 году говорить о Боге в школах было запрещено. Оставаться в школе, где начали преподавать атеизм, Варвара не могла, стала затворницей. Более 35 лет подвизалась подвижница в затворе.
Варвара с первых лет ухода в затвор принимала людей, требующих помощи и совета, совершала свой подвиг в тяжкое время гонений на Церковь, противостояла неверию и безбожию.
Носила Варвара старенькую фуфайку, хлопчатобумажное платье и чулки. Одежда была простая, чёрная, на ногах — резиновые калоши, иногда летом в жару надевала валенки. Одежду она носила всегда одну и ту же, не стирала её, сама не мылась, не расчёсывалась. На голове у затворницы была косыночка или тряпица.
Современники рассказывали, что голос у Варвары был «чистый, ясный, как ангельский, приятный, звонкий, громкий, молодой; говор очень ясный, дикция чёткая, как и должно быть у учительницы». Блаженная Варвара жила в сарае, открытом ветрам и вьюгам, без тепла и света, летом в духоте, осенью и весной под дождём, в грязи и холоде, зимой в снегу на морозе.
Много лет подвижница жила в полной темноте, почти не выходя на свет Божий. Днём подвижница молилась в сарае, ночами несла подвиг молитвенных бдений. На ночную молитву выходила к своему родничку. За все годы затвора блаженная ни разу не была в церкви, однако, ни от церкви, ни от её таинств и традиций блаженная не отходила. Она причащалась и неоднократно теми священниками, которые посещали её в затворе.
Верующие привозили блаженной Варваре просфоры, она просила привозить ей свечи, лампадное масло, церковные книги с крупным шрифтом. Любила церковное пение, иногда просила приходивших девушек петь молитвы, духовные песни. Говорила многим, что очень любит службу и особенно вечерню. Любила блаженная Варвара святых, очень почитала свт. Николая Чудотворца, говорила, что «он скоро слышит молитву». Почитала пр. Иоанна Кронштадтского.
Умерла утром 14/27 февраля 1966 года.

## Почитание
Народное почитание блаженной с годами не ослабело. В 2000 году по благословению Святейшего Патриарха Московского и всея Руси Алексия II состоялось обретение мощей Варвары Скворчихинской. Ныне они находятся в Богородице-Тихвинском женском монастыре посёлка Приютово Белебеевского района Республики Башкортостан. В 2001 году патриарх Алексий II благословил прославить подвижницу в лике местночтимых святых Уфимской епархии, чин прославления совершил Уфимский и Стерлитамакский архиеп. Никон (Васюков). В 2002 г. наместник Покровского Енатского монастыря игумен Симеон (Кувайцев) составил акафист блаженной, читаемый в храмах Уфимской епархии, написаны иконы Варвары Скворчихинской.
В селе Скворчиха (Ишимбайский район, Башкортостан, Россия) строится женский монастырь в честь святой блаженной Варвары Скворчихинской. На северной окраине села Скворчиха Ишимбайского района находится почитаемый родник блаженной Варвары Скворчихинской (Уфимской).